# Hymedesmia mertoni
Hymedesmia mertoni är en svampdjursart som beskrevs av Jörn Hentschel 1912. Hymedesmia mertoni ingår i släktet Hymedesmia och familjen Hymedesmiidae. Inga underarter finns listade i Catalogue of Life.